# Avenida Paulo VI

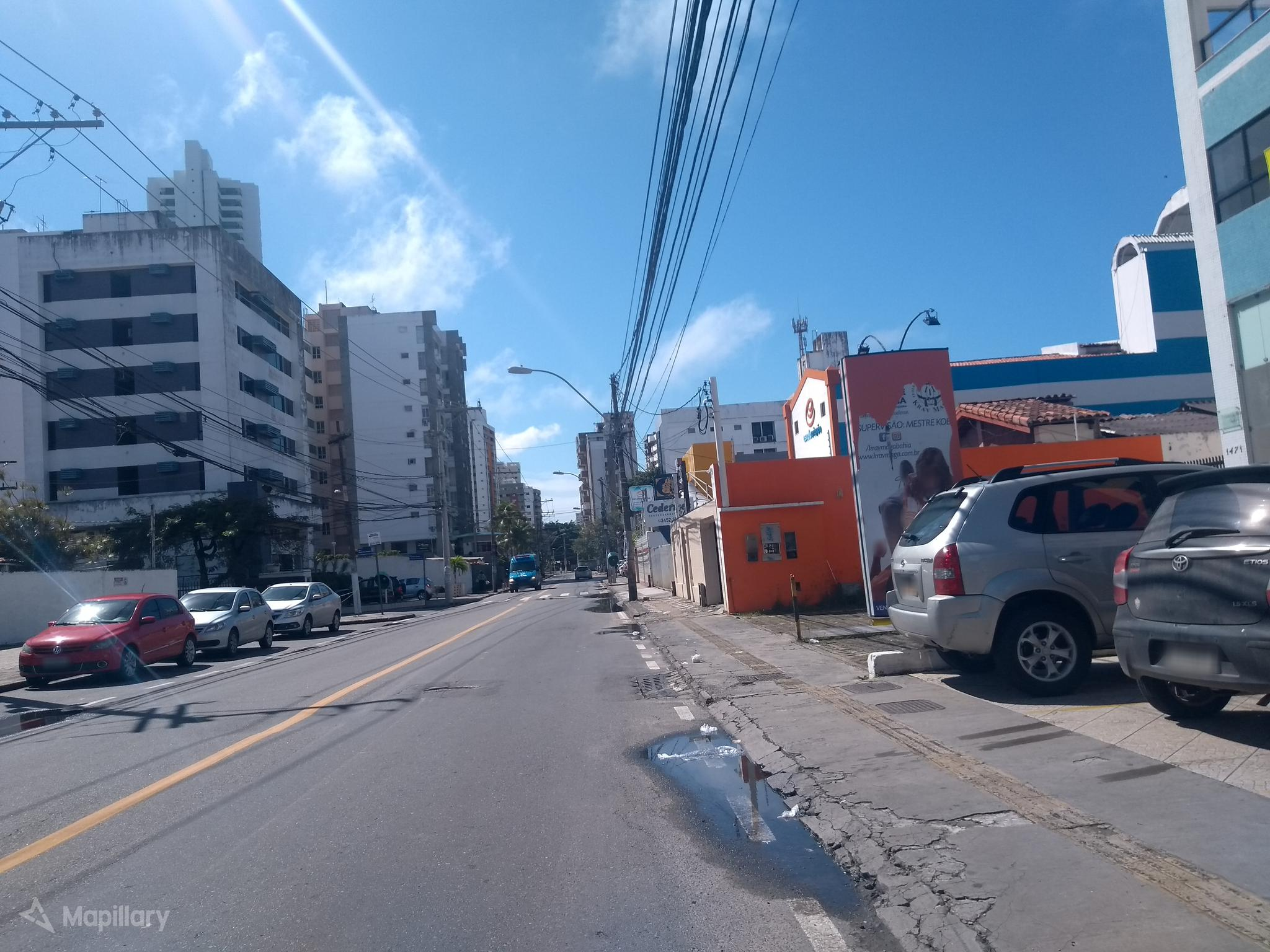

A Avenida Paulo VI é uma importante avenida localizada no bairro da Pituba na cidade de Salvador, na Bahia. Seu nome é uma homenagem ao falecido papa homônimo. É uma das principais avenidas da Pituba e importante via de acesso para escolas, colégios e centros comerciais, 

## Localização
Inicia-se na Rua Wanderley Pinho, segue com a junção da Avenida Miguel Navarro y Cañizares e a Alamenda Flamboyants e termina na Praça Marconi. Possui em sua extensão edifícios residenciais, um comércio extenso e passa ao lado do Colégio Militar de Salvador e de uma das sedes dos Correios.